# Lompka
Lompka is een plaats in de Estlandse gemeente Võru vald, provincie Võrumaa. De plaats heeft de status van dorp (Estisch: küla) en telt 44 inwoners (2021).

## Geschiedenis
Lompka ontstond als nederzetting rondom een herberg op het voormalige landgoed van Vana-Nursi. De naam Lompka werd voor het eerst gebruikt in 1923; daarvoor heette de herberg Vana-Nursi kõrts (herberg van Vana-Nursi).
Het terrein waarop het landhuis van Vana-Nursi staat werd bij de gemeentelijke herindeling van 1977 bij Lompka gevoegd. Het pand is in de jaren zestig van de 19e eeuw gebouwd in opdracht van de familie von Herzberg, de toenmalige eigenaren van het landgoed. Het landhuis is in Neorenaissancestijl; een deel heeft één woonlaag, een ander deel twee woonlagen. Het gebouw was tot 1940 in gebruik bij het Estische leger, daarna bij het Rode Leger en in de jaren tachtig als kantoorpand. Sinds 1990 staat het leeg. In 2020 werd besloten het pand te restaureren. Ook het huis van de opzichter is bewaard gebleven.

## Foto's

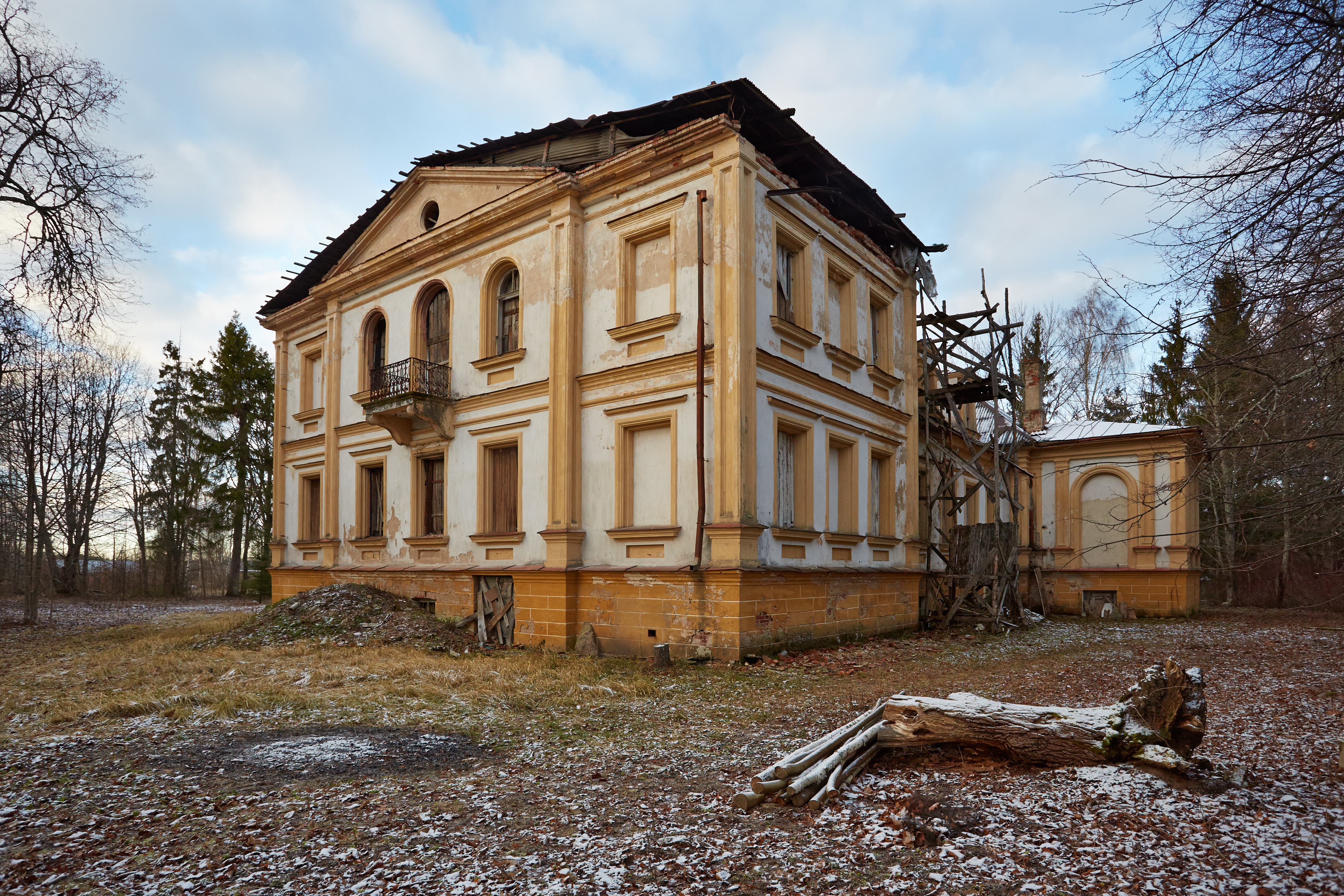
Het landhuis
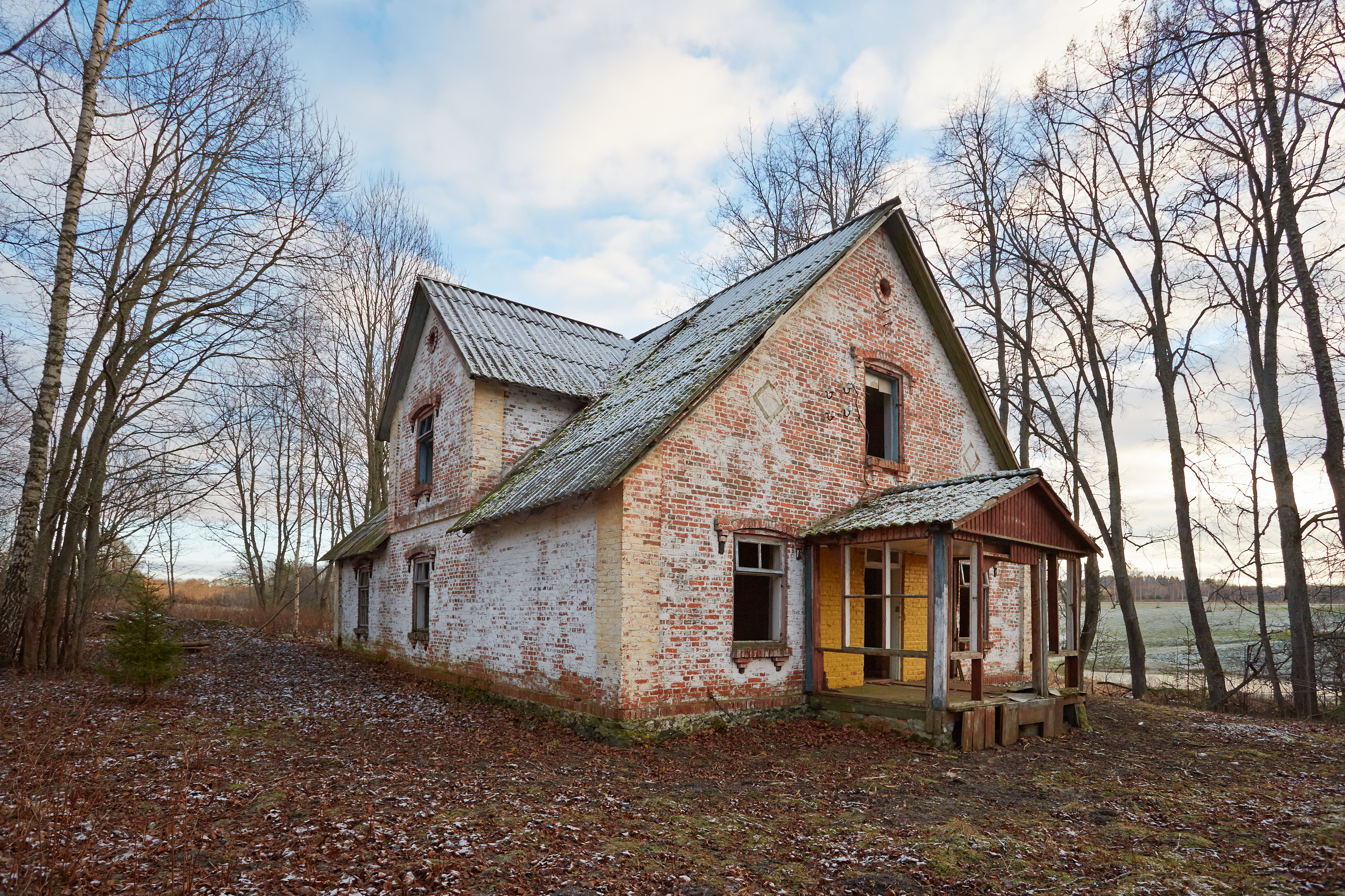
Huis van de opzichter
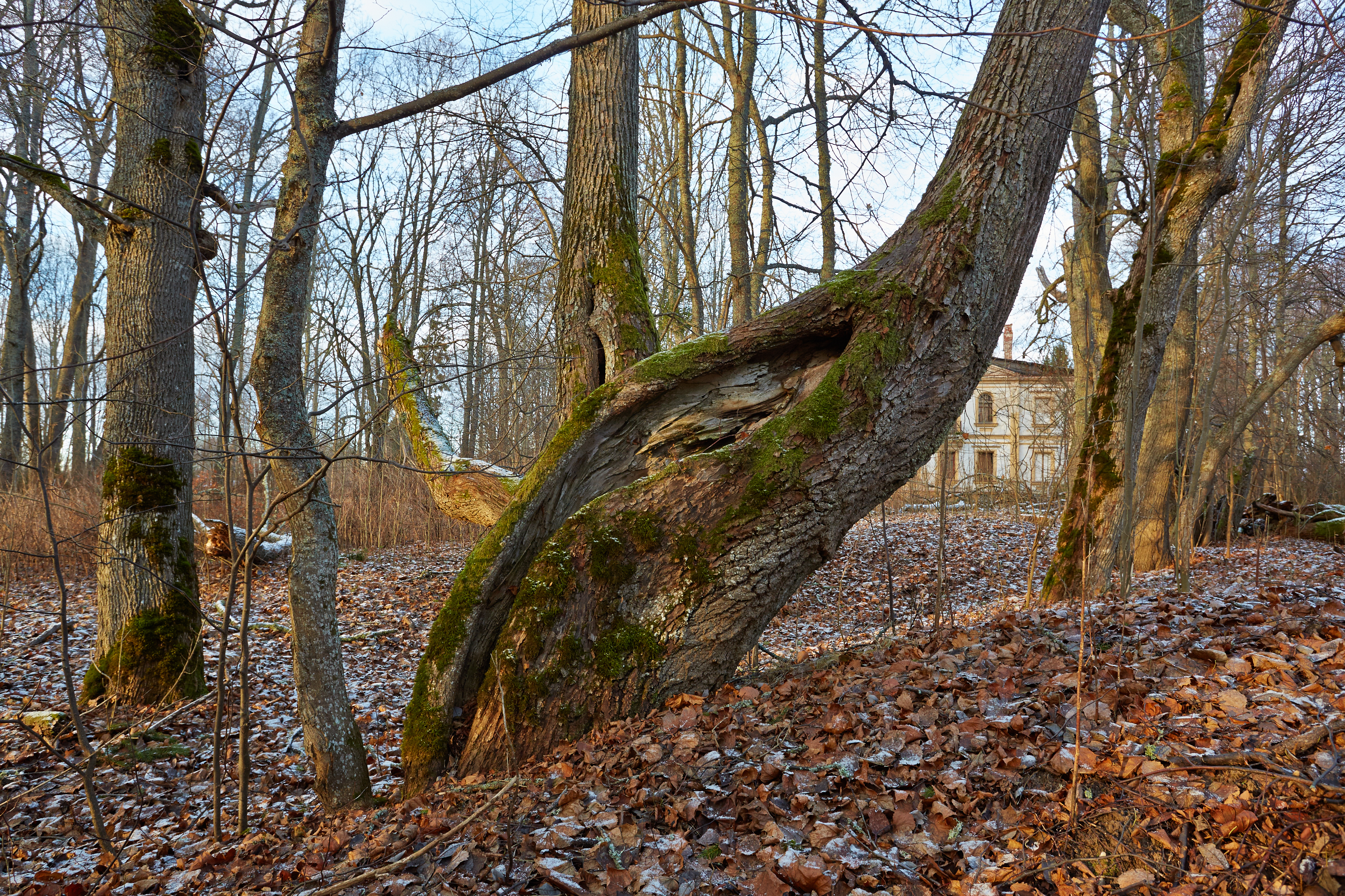
Het park rond het landhuis